# Moustapha Agnidé
Moustapha Agnidé (Ifangni, 1º gennaio 1981) è un ex calciatore beninese, di ruolo trequartista.

## Carriera

### Club
Ha cominciato a giocare in patria, al Mogas 90. Nel 2002 si è trasferito in Francia, al Lorient 2. Nel 2004 è stato acquistato dal Vannes. Nel 2005 è passato al Vitré. Nel 2008 si è trasferito al Quimper Cornouaille. L'anno successivo è stato acquistato dal GSI Pontivy. Nel 2010 è passato al Saint-Colomban Locminé, con cui ha concluso la propria carriera nel 2014.

### Nazionale
Ha debuttato in Nazionale l'8 settembre 2002, in Benin-Tanzania (4-0). Ha partecipato, con la Nazionale, alla Coppa d'Africa 2004. Ha collezionato in totale, con la maglia della Nazionale, 14 presenze.